# Pyrantel
Pyrantel là một loại thuốc được sử dụng để điều trị một số bệnh nhiễm giun ký sinh. Trong số này bao gồm cả nhiễm giun đũa, bệnh giun móc, bệnh giun kim, nhiễm giun tròn trichostrongyliasis và trichinella. Nó được dùng qua đường uống.
Các tác dụng phụ bao gồm buồn nôn, đau đầu, chóng mặt, khó ngủ và phát ban.  Những người bị bệnh gan nên sử dụng một liều thấp hơn. Mặc dù thuốc không có vẻ có hại trong khi mang thai, nhưng điều này chưa được nghiên cứu kỹ. Cũng không rõ ràng liệu chúng có an toàn để sử dụng trong quá trình cho con bú. Đây thuộc họ thuốc kháng histamine. Nó hoạt động bằng cách làm tê liệt giun.
Pyrantel ban đầu được mô tả vào năm 1965. Nó nằm trong danh sách các loại thuốc thiết yếu của Tổ chức Y tế Thế giới, tức là nhóm các loại thuốc hiệu quả và an toàn nhất cần thiết trong một hệ thống y tế. Pyrantel có sẵn như là một loại thuốc gốc. Nó chi phí ít hơn 25 USD cho mỗi đợt điều trị tại Hoa Kỳ.  Chúng cũng có thể được sử dụng để điều trị nhiễm giun ở một số động vật khác.

## Cơ chế hoạt động
Pyrantel hoạt động như một tác nhân ức chế khử cực ở thần kinh-cơ, do đó gây co thắt đột ngột, sau đó là làm tê liệt của giun sán. Điều này làm cho các loại sâu "mất khả năng bám" trên thành ruột và được thải ra ngoài bằng quá trình tự nhiên. Do pyrantel được hấp thụ kém bởi ruột của người sử dụng nên không gây ảnh hưởng gì nếu chỉ sử dụng với lượng nhỏ thuốc. Các tác nhân làm tê liệt (tetanic), đặc biệt là pyrantel pamoate, có thể gây tắc nghẽn đường ruột hoàn toàn nếu có một lượng giun lớn. Sự tắc nghẽn này thường là do các loài giun bị "nén" chặt và xảy ra khi nếu vật nhỏ, nhưng ký sinh mạnh gặp thuốc và cố gắng vượt qua một số lượng lớn các con giun bị đang vị tống đi cùng một lúc. Giun thường đi qua phân bình thường hoặc tiêu chảy và nôn mửa.